# Чичерін Олександр Васильович
Олександр Васильович Чичерін (рос. Чичерин Александр Васильевич; нар. 1793, Санкт-Петербург, Російська імперія — пом. 17 серпня 1813, Прага) — поручик 9-ї роти, офіцер Лейб-гвардійського Семенівського полку 5-го піхотного корпусу 1-й Західної армії, учасник Вітчизняної війни 1812 року. Героїчно загинув у битві під Кульмом.

## Життєпис
Походив з російського дворянського роду Чичеріним. Син корпусного командира, генерала Василя Миколайовича Чичеріна, онук Санкт-Петербурзького генерал-поліцмейстер, генерал-аншефа, сенатора Чичеріна Миколи Івановича. Мати Катерина Олександрівна Салтикова була однією з двох дочок перекладача Олександра Михайловича Салтикова і його дружини Марії Сергіївни. Обидві сестри — Катерина та Марія — вчилися разом в Смольному інституті і закінчили його в 1785 р. У родовідних книгах та інших джерелах вказується, що дружиною батька Чичеріна, була Катерина, проте єдине що дійшов до нас лист матері Чичеріна підписано "М. Чичеріна ". Його молодша сестра, що жила разом з матір'ю в маєтку під Могилевом після смерті матері в серпні 1813 р. переїхала в Петербург до своєї опікункою Роксандре Стурдза. У 1816 р. Марія вийшла заміж за відомого дипломата, релігійного філософа і публіциста Стурдза Олександра Скарлатовіча і в березня 1817 р. померла від пологів. В дитинстві Чичерін і Стурдза бачилися постійно, так як маєток батьків Стурдзи поблизу Могильова знаходилося поруч із маєтком бабусі Чичеріна. Чичерін припадав далеким родичем Голіциної Наталії Петрівні, полягав у дружніх відносинах з її дочкою Строгановой Софією Володимирівною, синами Петром, Борисом, Дмитром та онуками: Олександром і Володимиром. У будинку в Голіциної він познайомився з губернатором Тамбовської губернії Державіним, російським поетом Жуковським, і Карамзіним. По батьківській лінії він доводився далеким родичем Почесного члена Петербурзької Академії наук Чичеріна. Двоюрідний брат Чичеріна, генерал від кавалерії Чичерін, Петро Олександрович під час Вітчизняної війни 1812 року був командиром Драгунського полку. Вихователем Чичеріна був Малерб — досить відомий в Москві викладач. Він навчав і декабриста Луніна — і Лунін згодом назвав Малерба в числі людей, найбільш сильно на нього вплинули, потім Малерб був гувернером онука Голіциної Володимира Апраксина і, за наполяганням бабусі, супроводжував його в діючій армії. Живучи в Петербурзі, Чичерін часто відвідував будинок Строганова, користувався розташуванням всього сімейства Строганових, був у дружбі з його сином Олександром. У щоденнику і листах Чичеріна з повагою і любов'ю часто згадуються і П. А. Строганов. Під час війни Чичерін, як зазначається в його щоденнику, зустрічався з П. А. Строгановим. Останній також згадує про ці зустрічі в листах до своєї дружини. До вступу в Пажеський корпус, Чичерін жив у будинку свого діда (нині історично-архітектурний пам'ятник Санкт-Петербурга), що знаходився на розі Невського проспекту (будинок 15) та річки Мийки (будинок 59), у Зеленого мосту.

### Пажеський корпус
Олександр Васильович Чичерін вступив до Пажеського корпусу. Складався при царському дворі в службі пажем з 3 березня 1806; з 4 квітня 1808 року він — камерпаж.

### Початок війни 1812 року
У тому ж 1809 році, 19 січня, А. В. Чичерін був проведений в підпоручики Лейб-Гвардійського Семенівського полку. 5 жовтня 1811 — поручик, офіцер 9-ї роти під командуванням Павла Пущина, друга Пушкіна. 9 березня 1812 разом з Семенівським полком він виступив із Санкт-Петербурга в похід. Брав участь в Бородінській битві; в 1812 році 27 березня в середу, після відходу Пущина у відпустку на 5 днів, Чичерін тимчасово був призначений командиром 9-ї роти. 6 жовтня Чичерін стояв разом з полком в резерві при Тарутине; 11-12 жовтня — в резерві під містом Малоярославцем. Разом з ним в полку служили сини французького емігранта де Брогліо-Ревель закінчили кадетський корпус і вступили в Семенівський полк раніше Чичеріна. Поручик Карл-Франциск-Владислав був убитий в битві при Кульмом; його брат — штабс-капітан Альфонс-Гавриїл-Октав брав участь у кампанії 1812 р. і закордонному поході 1813—1814 рр.. У 1816 р. він вийшов у відставку, в 1826 р. притягався у справі декабристів, але був виправданий. У вересні 1812 р. в таборі під Подільському Чичерін в останній раз зустрівся зі своїм батьком. У таборі під Малоярославецькому в наметі Чичеріна ночував Кутузов. Чичерін брав участь в Малоярославецькому битві; потім брав участь у переслідуванні ворожих військ протягом всього шляху відступу французької армії: від Малоярославца до кордонів Російської імперії, далі, він брав участь у військових діях на території Саксонії.

### Смерть
У 1813 році 16 серпня 3-й батальйон отримав завдання: очистити від ворога зайняту їм вершину першого гори в проході Богемських гір. Батальйон виконав це завдання. Версти дві від місцевості, де 3-й батальйон зустрівся з ворогом, було село, що лежить паралельно дорозі, що веде від мирних до Теплицю, зайнята ворогом, що обстрілювали дорогу. Трьом ротах 2-го батальйону наказано було зайняти це село село була зайнята батальйоном. В цей час прискакав козак і сказав, що велика дорога зайнята ворогом. Полку довелося відступати горами. Чичерін був смертельно поранений кулею в правий бік. 17 серпня помер у Празі від ран, отриманих в битві при Кульмом, — де, в продовженні всього бою, знаходився попереду храбрейших войнов, підтримуючи в них дух хоробрості і мужності і зберігав досконалий порядок в рядах їх прикладом власної безстрашності. Коли Чичерін вмирав, він попросив свого родича генерала-майора Пашкова, відвезти в полк 500 рублів, з тим щоб відсотки цього капіталу щорічно видавалися одному з рядових, важко пораненому при Кульмом. Коли ж таких в полку залишиться не більше п'яти чоловік, то розділити весь капітал між ними, як останніми свідками його, Чичеріна, служби.
З листа декабриста Якушкіна Івана Дмитрович графу Толстому Івану Миколайовичу: «Ти не повіриш, як звістки про Чичеріна, нас засмутили всіх.»

## Пам'ять
Пам'ять про Чичеріна залишилася на меморіальних дошках в Пажеському корпусі; в Празі на пам'ятнику, присвяченому російським війнам, погибщих в Першу Вітчизняну війну. Пам'ятник спочатку споруджений був на військовому кладовищі в празькому передмісті Карліні у підніжжя Жіжкова гори, тепер він перебуває на Ольшанському протестантському кладовищі, куди був перенесений, разом з останками російських воїнів, в 1906 році, коли Карлінський кладовищі було знищено. З двох сторін пам'ятника російською та німецькою мовами зроблена наступна напис: "Пам'ятник хоробрим російським офіцерам, які від отриманих ними ран у боях під Дрезденом і Кульмом в серпні місяці 1813 в місті Празі померли. Хай буде священний ваш прах сей Землі, незабутнім залишитеся Ви своїй Вітчизні ". На інших двох сторонах, на чорних мармурових дошках (теж по-російськи і по-німецьки) висічений список імен похованих під пам'ятником офіцерів. "Дванадцятим в списку з 45 імен названо ім'я поручика Лейб-гвардії Семенівського полку Чичерін

## Праці
- Щоденник Олександра Чичеріна. 1812—1813.
- Чичерін А. В. Листи / / Старина і новизна. М., 1914. Кн.17. С.361-373